# Boris Rotenberg (football)
Pour l’article homonyme, voir Rotenberg.
Boris Borissovitch Rotenberg (en russe : Борис Борисович Ротенберг), né le 19 mai 1986 à Saint-Pétersbourg, est un joueur de football international finlandais, possédant également la nationalité russe.
Il évolue au poste de défenseur.

## Carrière
Boris Rotenberg joue successivement dans les équipes suivantes : FC Jokerit et Klubi-04 en Finlande, puis Zénith Saint-Pétersbourg en 2006, Saturn Ramenskoïe, FK Chinnik Iaroslavl, FK Khimki et FK Alania Vladikavkaz, lors de plusieurs prêts successifs. En 2011, il signe au FC Dynamo Moscou, d'où il est prêté à l'Olympiakos Nicosie, au FC Kouban Krasnodar puis au FK Rostov en 2015.
Lors de la saison 2014-2015, il joue deux matchs en Ligue Europa avec le club du Dynamo Moscou.
Il est appelé pour la première fois en équipe de Finlande en juin 2015, à l'âge de 29 ans. Il joue à cet effet un match contre l'Estonie à Turku (défaite 0-2).

## Vie privée
Son père, Boris Rotenberg, est classé par le magazine Forbes parmi les cent plus grandes fortunes de Russie en 2010. Son frère Roman Rotenberg est entraîneur de hockey sur glace.

## Statistiques
| Saison                | Club                      | Championnat           | Championnat | Championnat | Coupe(s) nationale(s) | Coupe(s) nationale(s) | Compétition(s) continentale(s) | Compétition(s) continentale(s) | Compétition(s) continentale(s) | Total | Total |
| Saison                | Club                      | Division              | M.          | B.          | M.                    | B.                    | Comp.                          | M.                             | B.                             | M.    | B.    |
| 2008                  | Chinnik Iaroslavl (prêt)  | D1                    | 1           | 0           | -                     | -                     | -                              | -                              | -                              | 1     | 0     |
| 2008                  | Saturn Ramenskoïe (prêt)  | D1                    | -           | -           | -                     | -                     | -                              | -                              | -                              | 0     | 0     |
| 2009                  | FK Khimki (prêt)          | D1                    | 13          | 0           | 1                     | 0                     | -                              | -                              | -                              | 14    | 0     |
| 2010                  | Alania Vladikavkaz (prêt) | D1                    | 15          | 0           | 1                     | 0                     | -                              | -                              | -                              | 16    | 0     |
| Sous-total            | Sous-total                | Sous-total            | 29          | 0           | 1                     | 0                     | -                              | -                              | -                              | 30    | 0     |
| 2011-2012             | Dynamo Moscou             | D1                    | -           | -           | -                     | -                     | -                              | -                              | -                              | 0     | 0     |
| 2013-2014             | Dynamo Moscou             | D1                    | 2           | 0           | -                     | -                     | -                              | -                              | -                              | 2     | 0     |
| 2014-2015             | Dynamo Moscou             | D1                    | 10          | 0           | 1                     | 0                     | C3                             | 2                              | 0                              | 13    | 0     |
| Sous-total            | Sous-total                | Sous-total            | 12          | 0           | 1                     | 0                     | -                              | 2                              | 0                              | 15    | 0     |
| 2011-2012             | Kouban Krasnodar (prêt)   | D1                    | -           | -           | -                     | -                     | -                              | -                              | -                              | 0     | 0     |
| 2012-2013             | Olympiakos Nicosie (prêt) | D1                    | 13          | 0           | 1                     | 0                     | -                              | -                              | -                              | 14    | 0     |
| 2015-2016             | FK Rostov (prêt)          | D1                    | 15          | 0           | -                     | -                     | -                              | -                              | -                              | 15    | 0     |
| Sous-total            | Sous-total                | Sous-total            | 28          | 0           | 1                     | 0                     | -                              | -                              | -                              | 29    | 0     |
| 2016-2017             | Lokomotiv Moscou          | D1                    | 2           | 0           | -                     | -                     | -                              | -                              | -                              | 2     | 0     |
| 2017-2018             | Lokomotiv Moscou          | D1                    | 7           | 0           | 1                     | 0                     | C3                             | 2                              | 0                              | 10    | 0     |
| 2018-2019             | Lokomotiv Moscou          | D1                    | 1           | 0           | 3                     | 0                     | C1                             | 1                              | 0                              | 5     | 0     |
| 2019-2020             | Lokomotiv Moscou          | D1                    | -           | -           | -                     | -                     | -                              | -                              | -                              | 0     | 0     |
| 2020-2021             | Lokomotiv Moscou          | D1                    | -           | -           | -                     | -                     | -                              | -                              | -                              | 0     | 0     |
| 2021-2022             | Lokomotiv Moscou          | D1                    | -           | -           | -                     | -                     | -                              | -                              | -                              | 0     | 0     |
| Sous-total            | Sous-total                | Sous-total            | 10          | 0           | 4                     | 0                     | -                              | 3                              | 0                              | 17    | 0     |
| Total sur la carrière | Total sur la carrière     | Total sur la carrière | 75          | 0           | 8                     | 0                     | -                              | 5                              | 0                              | 88    | 0     |

## Palmarès
Avec le Lokomotiv Moscou
- Vainqueur de la Coupe de Russie en 2017
- Championnat de Russie en 2018